# Nati nel 1143
| Questa pagina contiene informazioni ricavate automaticamente dalle voci biografiche con l'ausilio del template Bio e di un bot. L'aggiornamento è periodico e automatico e ricostruisce completamente la pagina. Se manca una persona in questa lista, sei pregato di non aggiungerla, ma accertati piuttosto che la sua voce biografica contenga il template Bio e che i dati anagrafici siano correttamente compilati. Se il template Bio manca, inseriscilo tu stesso o, in alternativa, metti l'avviso {{tmp\|Bio}} che ne segnala la mancanza. Se i dati riportati sono sbagliati, correggi direttamente la voce biografica; le modifiche saranno visibili in questa lista entro pochi giorni. Per chiarimenti vedi il progetto biografie. La lista contiene solo le 6 persone che sono citate nell'enciclopedia e per le quali è stato implementato correttamente il template Bio. Pagina aggiornata al 13 gen 2025. |

- 31 luglio - Nijō, imperatore giapponese († 1165)
- Alberto IV degli Alberti, nobile italiano († 1203)
- Reginaldo Fitzurse, cavaliere medievale normanno († 1173)
- Al-'Adil I, condottiero curdo († 1218)
- Elisabetta di Vermandois, nobile francese († 1183)
- Fujiwara no Motozane, poeta giapponese († 1166)